# 199632 Mahlerede
199632 Mahlerede è un asteroide della fascia principale. Scoperto nel 2006, presenta un'orbita caratterizzata da un semiasse maggiore pari a 3,0172329 au e da un'eccentricità di 0,1253121, inclinata di 12,81044° rispetto all'eclittica.